# Стрелец (журнал)
Стрелец — русский литературный журнал. Выходил с 1984 по 1999 гг., главный редактор Александр Глезер.

## Нью-Йоркские годы
Журнал «Стрелец» был основан Александром Глезером в 1984 в Нью-Йорке при издательстве «Третья волна». Он наследовал альманаху «Стрелец» (3 выпуска, 1915, 1916 и 1922 гг.), издаваемому в России А. Беленсоном и печатавшему таких авторов А. Блок, Ф. Сологуб, В. Розанов, М. Кузмин, Д. Бурлюк, В. Каменский, В. Маяковский, В. Хлебников, Б. Лившиц и др. По свидетельству В. Пяста, само название альманаха, «Стрелец», было придумано Блоком для несостоявшегося символистского журнала..
«Стрелец» был эмигрантским неподцензурным изданием и печатал таких авторов, как Владимир Максимов, Владимир Войнович, Георгий Владимов, Иосиф Бродский, Генрих Сапгир, Игорь Холин и др. Выступая в Париже на круглом столе литераторов и деятелей искусства в 1990 году, Александр Глезер объявил свою приверженность печатанию «новой литературы».. Хотя Глезер сперва редактировал журнал самостоятельно, в последующие годы в литературном разделе журнала все большую роль играл поэт Сергей Петрунис, бывший заместителем главного редактора. «Стрелец» выходил до 1988 года ежемесячно в виде тонкого (48 страниц) журнала большого формата (чуть побольше чем А4). С 1989 это толстый журнал книжного формата, выходивший раз в квартал. Соредактором был Сергей Юрьенен. С 1990 в редколлегию вошли и советские писатели.

## Московские годы
В начале 1992 г. издательство «Третья волна» перебазировалось в Москву. В 1992—1994 годы литературный раздел журнала практически редактировал зам. главного редактора, прозаик Евгений Шкловский, в начале 1995 года его сменил поэт Анатолий Кудрявицкий. Поэтический раздел журнала при последнем стал публиковать стихи более авангардного направления, в том числе верлибры, тексты миниатюристов и экспериментальные стихи Ры Никоновой. Раздел прозы печатал как эмигрантских прозаиков, так и лучших мастеров российской прозы. Помимо прозы и поэзии, в «Стрельце» печатались литературоведческие, критические, социологические статьи ведущих критиков и публицистов России. Были в журнале публикации архивных материалов из литературного наследия, а также переводной прозы. Александр Глезер во все годы вел в журнале отдел искусства, в котором обозревал художественные выставки в Москве, в том числе выставки неофициального искусства. С 1984 по 1999 гг. выходило более 80 номеров журнала «Стрелец».
В конце 1990-х деятельность издательства «Третья волна» в России постепенно сворачивается. В 1999 г. заместитель главного редактора журнала «Стрелец» Анатолий Кудрявицкий эмигрирует. После его отъезда Александр Глезер выпускает самостоятельно еще один номер журнала, ставший последним. В конце 1999 г. выпуск журнала «Стрелец» прекращается.

## Книжная серия
В 1993—1998 годах при журнале выходила также книжная серия «Библиотека поэзии и прозы „Стрельца“», в которой публиковались книги стихов Иосифа Бродского, Генриха Сапгира, Игоря Холина, Владимира Уфлянда, Евгения Рейна, Анатолия Кудрявицкого, Ирины Евсы, книга малой прозы Валерии Нарбиковой и др.